# حلت أباد (مقاطعة فراهان)
حلت أباد (بالفارسية: حلت‌آباد) هي مستوطنة تقع في قسم فرمهين الريفي في إيران.